# جورج جارفيس براش
جورج جارفيس براش (بالإنجليزية: George J. Brush)‏ هو عالم معادن ‏ أمريكي، ولد في 15 ديسمبر 1831 في بروكلين في الولايات المتحدة، وتوفي في 6 فبراير 1912.